# Khúc côn cầu trên cỏ tại Đại hội Thể thao châu Á 1982
Các nội dung thi đấu bộ môn Khúc côn cầu trên cỏ diễn ra tại Đại hội Thể thao châu Á 1982 ở New Delhi, India.

## Danh sách huy chương
| Nội dung | Vàng | Bạc | Đồng |
| -------- | --- | --- | --- |
| Nam      | Pakistan · Ishtiaq Ahmed · Mushtaq Ahmad · Saeed Ahmed · Nasir Ali · Manzoor-ul-Hassan · Rashid-ul-Hassan · Manzoor Hussain · Hanif Khan · Kaleemullah Khan · Muhammad Saeed Khan · Samiullah Khan · Shahid Ali Khan · Muhammad Rashid · Hassan Sardar · Qamar Zia · Qasim Zia           | Ấn Độ · Syed Ali · J. M. Carvalho · Rajinder Singh Jr. · Merwyn Fernandes · Jagdeep Singh Gill · Marcellus Gomes · Zafar Iqbal · Romeo James · Charanjit Kumar · Mir Ranjan Negi · Mohammed Shahid · Vineet Kumar Sharma · Gurmail Singh · Rajinder Singh Sr. · M. M. Somaya · Manohar Topno | Malaysia · Zulkifli Abbas · Abdul Rahim Ahmad · Fidelis Anthony · Jagjit Singh Chet · Michael Chew · Foo Keat Seong · Soon Mustapha · Kevin Nunis · Sarjit Singh · Colin Sta Maria · Surenthiran Murugasen · Tam Chiew Seng · Wallace Tan · Stephen Van Huizen · Mohamed Yazid · Ahmad Fadzil Zainal |
| Nữ       | Ấn Độ · Fiona Albuquerque · Gangotri Bhandari · Sudha Chaudhary · Selma D'Silva · Anurita Dubey · Pritpal Kaur · Rajbir Kaur · Sharanjit Kaur · Davinder Khokhar · S. Omana Kumari · Nazleen Madraswalla · Eliza Nelson · Varsha Soni · Prem Maya Sonir · Margaret Toscano · Razia Zaidi | Hàn Quốc · Cho Ki-hyang · Choi Eun-ok · Chung Sang-hyun · Han Ok-kyung · Hwang Keum-sook · Jin Won-sim · Kim Mi-sun · Kim Seong-sook · Lee Ji-hye · Lee Woe-nam · Lim Hyang-sil · Lim Kye-sook · Na Myung-wol · Seo Kwang-mi · Shin Kyung-hee · Yoo Hyun-sook                                | Malaysia · Norizan Abdul Majid · Asma Amin · Daphne Boudville · Christina Chin · Goh Joo Paik · Elizabeth Gomez · Mary Lim · Lum Sau Foong · Maheswari Kanniah · Rawiyah Rawi · Noorlaila Senawi · Mary Soo · Teh Siew Bee · Halimaton Yaacob · Yew Seok Ann · Yuen Lai Heng                         |

## Bảng tổng sắp huy chương
| Hạng               | Đoàn               | Vàng | Bạc | Đồng | Tổng số |
| ------------------ | ------------------ | ---- | --- | ---- | ------- |
| 1                  | Ấn Độ (IND)        | 1    | 1   | 0    | 2       |
| 2                  | Pakistan (PAK)     | 1    | 0   | 0    | 1       |
| 3                  | Hàn Quốc (KOR)     | 0    | 1   | 0    | 1       |
| 4                  | Malaysia (MAS)     | 0    | 0   | 2    | 2       |
| Tổng số (4 đơn vị) | Tổng số (4 đơn vị) | 2    | 2   | 2    | 6       |

## Kết quả

### Giải đấu Nam

#### Vòng sơ loại

##### Nhóm A
| Đội tuyển  | ST | T | H | B | BT | BB | HS  | Đ |
| ---------- | -- | - | - | - | -- | -- | --- | - |
| Ấn Độ      | 4  | 4 | 0 | 0 | 37 | 1  | +36 | 8 |
| Malaysia   | 4  | 3 | 0 | 1 | 20 | 7  | +13 | 6 |
| Hồng Kông  | 4  | 1 | 0 | 3 | 6  | 22 | −16 | 2 |
| Bangladesh | 4  | 1 | 0 | 3 | 4  | 23 | −19 | 2 |
| Oman       | 4  | 1 | 0 | 3 | 6  | 20 | −14 | 2 |

| 20 tháng 11 |

| Ấn Độ | 10–0 | Hồng Kông |
| ----- | ---- | --------- |
|       |      |           |

| Sân vận động Shivaji, New Delhi |

| 20 tháng 11 |

| Bangladesh | 1–2 | Oman |
| ---------- | --- | ---- |
|            |     |      |

| Sân vận động Shivaji, New Delhi |

| 21 tháng 11 |

| Malaysia | 7–0 | Bangladesh |
| -------- | --- | ---------- |
|          |     |            |

| Sân vận động Shivaji, New Delhi |

| 22 tháng 11 |

| Hồng Kông | 4–2 | Oman |
| --------- | --- | ---- |
|           |     |      |

| Sân vận động Shivaji, New Delhi |

| 22 tháng 11 |

| Ấn Độ | 5–1 | Malaysia |
| ----- | --- | -------- |
|       |     |          |

| Sân vận động Shivaji, New Delhi |

| 23 tháng 11 |

| Ấn Độ | 12–0 | Bangladesh |
| ----- | ---- | ---------- |
|       |      |            |

| Sân vận động Shivaji, New Delhi |

| 24 tháng 11 |

| Malaysia | 7–0 | Hồng Kông |
| -------- | --- | --------- |
|          |     |           |

| Sân vận động Shivaji, New Delhi |

| 25 tháng 11 |

| Ấn Độ | 10–0 | Oman |
| ----- | ---- | ---- |
|       |      |      |

| Sân vận động Shivaji, New Delhi |

| 25 tháng 11 |

| Hồng Kông | 2–3 | Bangladesh |
| --------- | --- | ---------- |
|           |     |            |

| Sân vận động Shivaji, New Delhi |

| 26 tháng 11 |

| Malaysia | 5–2 | Oman |
| -------- | --- | ---- |
|          |     |      |

| Sân vận động Shivaji, New Delhi |

##### Nhóm B
| Đội tuyển  | ST | T | H | B | BT | BB | HS  | Đ |
| ---------- | -- | - | - | - | -- | -- | --- | - |
| Pakistan   | 3  | 3 | 0 | 0 | 28 | 1  | +27 | 6 |
| Nhật Bản   | 3  | 2 | 0 | 1 | 11 | 14 | −3  | 4 |
| Hàn Quốc   | 3  | 1 | 0 | 2 | 5  | 18 | −13 | 2 |
| Trung Quốc | 3  | 0 | 0 | 3 | 2  | 13 | −11 | 0 |

| 20 tháng 11 |

| Nhật Bản | 6–2 | Hàn Quốc |
| -------- | --- | -------- |
|          |     |          |

| Sân vận động Shivaji, New Delhi |

| 21 tháng 11 |

| Pakistan | 6–0 | Trung Quốc |
| -------- | --- | ---------- |
|          |     |            |

| Sân vận động Shivaji, New Delhi |

| 22 tháng 11 |

| Pakistan | 10–0 | Hàn Quốc |
| -------- | ---- | -------- |
|          |      |          |

| Sân vận động Shivaji, New Delhi |

| 23 tháng 11 |

| Nhật Bản | 4–0 | Trung Quốc |
| -------- | --- | ---------- |
|          |     |            |

| Sân vận động Shivaji, New Delhi |

| 24 tháng 11 |

| Pakistan | 12–1 | Nhật Bản |
| -------- | ---- | -------- |
|          |      |          |

| Sân vận động Shivaji, New Delhi |

| 26 tháng 11 |

| Hàn Quốc | 3–2 | Trung Quốc |
| -------- | --- | ---------- |
|          |     |            |

| Sân vận động Shivaji, New Delhi |

### Giải đấu Nữ
| Đội tuyển | ST | T | H | B | BT | BB | HS  | Đ  |
| --------- | -- | - | - | - | -- | -- | --- | -- |
| Ấn Độ     | 5  | 5 | 0 | 0 | 37 | 1  | +36 | 10 |
| Hàn Quốc  | 5  | 3 | 1 | 1 | 17 | 8  | +9  | 7  |
| Malaysia  | 5  | 3 | 1 | 1 | 7  | 6  | +1  | 7  |
| Nhật Bản  | 5  | 2 | 0 | 3 | 15 | 8  | +7  | 4  |
| Singapore | 5  | 1 | 0 | 4 | 4  | 11 | −7  | 2  |
| Hồng Kông | 5  | 0 | 0 | 5 | 1  | 47 | −46 | 0  |

| 20 tháng 11 |

| Ấn Độ | 22–0 | Hồng Kông |
| ----- | ---- | --------- |
|       |      |           |

| Sân vận động Shivaji, New Delhi |

| 20 tháng 11 |

| Malaysia | 1–1 | Hàn Quốc |
| -------- | --- | -------- |
|          |     |          |

| Sân vận động Shivaji, New Delhi |

| 21 tháng 11 |

| Malaysia | 3–0 | Hồng Kông |
| -------- | --- | --------- |
|          |     |           |

| Sân vận động Shivaji, New Delhi |

| 21 tháng 11 |

| Hàn Quốc | 5–0 | Singapore |
| -------- | --- | --------- |
|          |     |           |

| Sân vận động Shivaji, New Delhi |

| 21 tháng 11 |

| Ấn Độ | 3–0 | Nhật Bản |
| ----- | --- | -------- |
|       |     |          |

| Sân vận động Shivaji, New Delhi |

| 22 tháng 11 |

| Malaysia | 1–0 | Singapore |
| -------- | --- | --------- |
|          |     |           |

| Sân vận động Shivaji, New Delhi |

| 22 tháng 11 |

| Ấn Độ | 5–1 | Hàn Quốc |
| ----- | --- | -------- |
|       |     |          |

| Sân vận động Shivaji, New Delhi |

| 22 tháng 11 |

| Nhật Bản | 11–0 | Hồng Kông |
| -------- | ---- | --------- |
|          |      |           |

| Sân vận động Shivaji, New Delhi |

| 23 tháng 11 |

| Nhật Bản | 1–0 | Singapore |
| -------- | --- | --------- |
|          |     |           |

| Sân vận động Shivaji, New Delhi |

| 24 tháng 11 |

| Ấn Độ | 4–0 | Malaysia |
| ----- | --- | -------- |
|       |     |          |

| Sân vận động Shivaji, New Delhi |

| 24 tháng 11 |

| Hàn Quốc | 7–0 | Hồng Kông |
| -------- | --- | --------- |
|          |     |           |

| Sân vận động Shivaji, New Delhi |

| 25 tháng 11 |

| Nhật Bản | 1–2 | Malaysia |
| -------- | --- | -------- |
|          |     |          |

| Sân vận động Shivaji, New Delhi |

| 25 tháng 11 |

| Singapore | 4–1 | Hồng Kông |
| --------- | --- | --------- |
|           |     |           |

| Sân vận động Shivaji, New Delhi |

| 26 tháng 11 |

| Nhật Bản | 2–3 | Hàn Quốc |
| -------- | --- | -------- |
|          |     |          |

| Sân vận động Shivaji, New Delhi |

| 26 tháng 11 |

| Ấn Độ | 3–0 | Singapore |
| ----- | --- | --------- |
|       |     |           |

| Sân vận động Shivaji, New Delhi |